# Cyril Marcigny
Cyril Marcigny, né le 21 octobre 1970 à Paris (France), est un archéologue et Protohistorien français spécialisé dans l'étude du Néolithique et de l'Âge du bronze en France et dans les pays limitrophes. Il a notamment travaillé pour l'Institut national de recherches archéologiques préventives (INRAP).

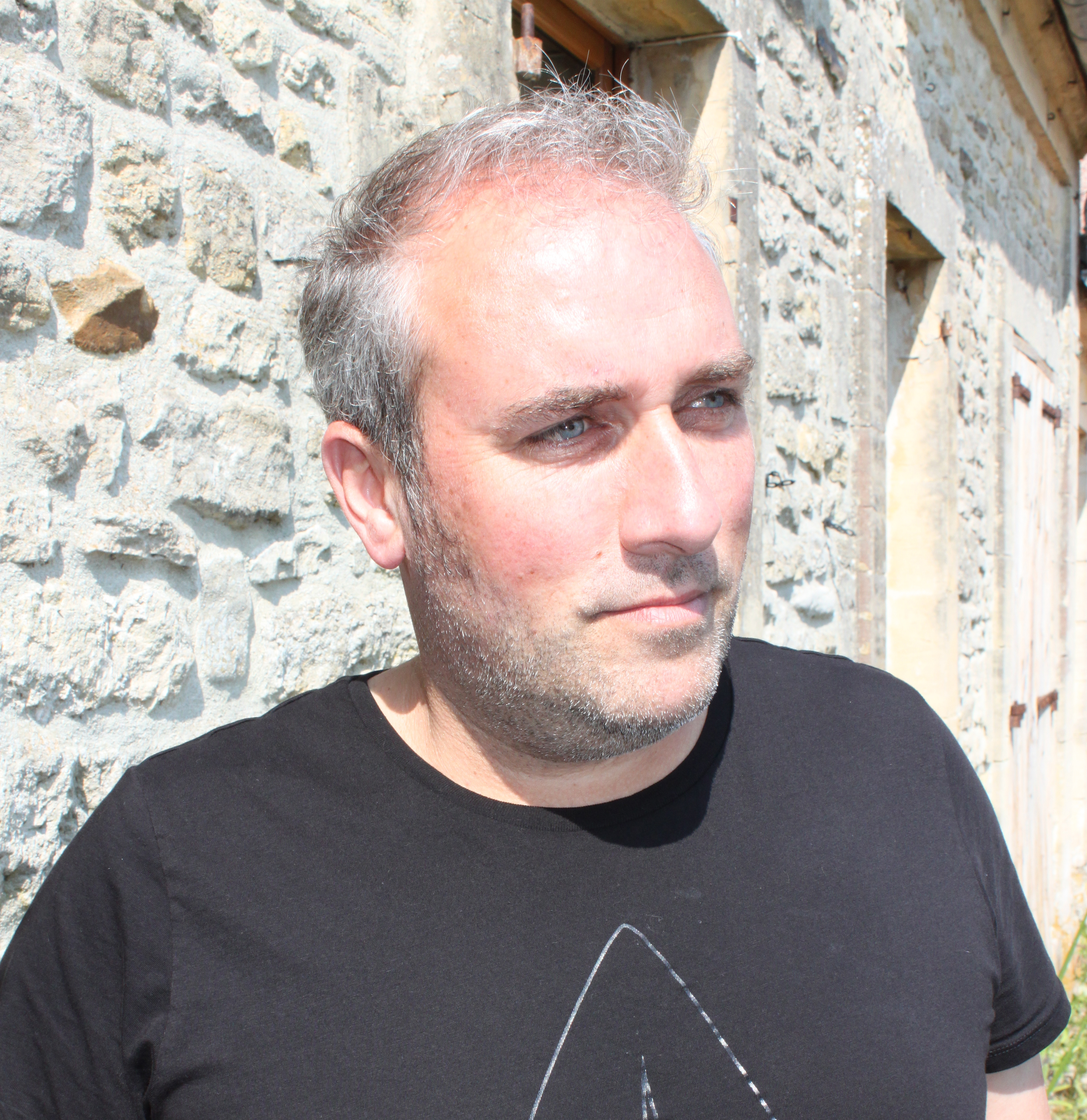
Cyril Marcigny

## Carrière
Ancien directeur adjoint de l'UMR 6566-CReAAH (CNRS, universités de Rennes I, Rennes II et Nantes ; programme 2012-2017) et chargé de cours au sein de l'université Rennes-I et de l'université Rennes-II, Cyril Marcigny assure depuis octobre 2016 les cours portant sur le Néolithique et l'Âge du bronze en Europe de l'Ouest à l’École du Louvre. il est membre de la section de Pré et Protohistoire du Comité des travaux historiques et scientifiques (CTHS), institut rattaché à l'École nationale des Chartes. 

## Travaux et thèmes de recherche
Spécialisé dans l'étude du Néolithique et de l'Âge du bronze,, Cyril Marcigny est l'auteur de plusieurs articles et ouvrages sur l'Ouest de la France et en particulier la Normandie. Son travail est depuis quelques années plus particulièrement tourné vers l'organisation de l'espace rural du Néolithique à l'Âge du fer,et sur les relations entre le nord de la France et le sud de la Grande-Bretagne durant l'Âge du bronze.
Cyril Marcigny développe également depuis 2014 une réflexion sur les vestiges des conflits contemporains et plus particulièrement ceux de la Seconde Guerre mondiale,,.
Cyril Marcigny souligne la rareté ou l'inexistence de témoins archéologiques de la présence Viking en Normandie. Il note que de nombreux  toponymes de la Hague sont germaniques et qu’il est difficile de les attribuer définitivement aux Vikings ou à leurs prédécesseurs saxons, s'agissant de langages apparentés et aux racines communes.
En codirection avec Claude Mordant, Cyril Marcigny a publié en 2025 deux ouvrages de synthèses sur l'Âge du bronze en France  offrant une lecture régionale et thématique des résultats archéologiques de ces trente dernières années.

## Principales publications

### Ouvrages
- Marcigny C. et Mordant C., 2025 – L’âge du Bronze en France (2500 à 800 avant notre ère), Synthèses régionales, Recherches Archéologiques, 28, Inrap/CNRS Éditions, Paris, 2025, 391 p.
- Marcigny C. et Mordant C., 2025 – L’âge du Bronze en France (2500 à 800 avant notre ère), Synthèses thématiques, Recherches Archéologiques, 29, Inrap/CNRS Éditions, Paris, 2025, 411 p.
- Carpentier V. et Marcigny C., 2023 – Pont-de-l’Arche et le fort d’Alizay-Igoville (Eure), Les fortifications de la Seine normande, de l’âge viking à la guerre de Cent ans, Publication du CRAHAM, série Antique et Médiévale, Presses universitaires de Caen, Caen, 2023, 375 p.
- Maitay C., Marcigny C. et Riquier V., 2022 – L’habitat rural du premier âge du Fer, Enclos palissadés de l’Atlantique à la Moselle, Recherches Archéologiques, 21, Inrap/CNRS Éditions, Paris, 2022, 249 p.
- Marcigny C., Lachenal T., Milcent P.-Y., Mordant C., Peake R. et Talon M., 2022 – Mesurer le temps de l’âge du Bronze, Journée thématique de l’APRAB (Saint-Germain-en-Laye, 6 mars 2020), supplément n° 8, éd. APRAB/PHAE, 224 p.
- Renard D. et Marcigny C., 2022 – D’une rive à l’autre, Voyage au cœur de l’âge du Bronze, BD, Orep éd., 56 p.
- Marcigny C. et Mordant Cl., 2021 – Bronze 2019, 20 ans de recherches, Actes du colloque international de l’APRAB Bayeux (19-22 juin 2019), suppl. n°7 au bulletin de l’APRAB, APRAB/Orep éd., 687 p.
- Vanmoerkerke J., Marcigny C., Riquier V., 2023 - Hiatus, lacunes et absences : identifier et interpréter les vides archéologiques, Actes du 29e Congrès préhistorique de France 31 mai-4 juin 2021, Toulouse, Paris, Société préhistorique française, 2023, 93 p.
- Marcigny C. et Mordant Cl., 2021 – Bronze 2019, 20 ans de recherches, Actes du colloque international de l’APRAB Bayeux (19-22 juin 2019), suppl. n°7 au bulletin de l’APRAB, APRAB/Orep éd., 687 p.
- Ghesquière E. et Marcigny C., 2021 - Architecture préhistorique, Habitats mésolithique et néolithique européens (10000-2000 av JC), éd. B2, 96 p.
- Ghesquière E., Marcigny C. et Charraud F., 2021 – La minière de silex de RI (Orne), Extraction de silex et production de haches au Néolithique moyen, Recherches Archéologiques, 20, Inrap/CNRS Éditions, Paris, 2021, 420 p.
- Brun P., Marcigny C., Vanmoerkerke J., 2019 – L’archéologie préventive post-Grands Travaux, Traiter de grandes surfaces fractionnées et discontinues : de l’instruction des dossiers d’aménagements aux modèles spatiaux, Actes de la table ronde de Châlons-en-Champagne (juin 2012), Bull. de la Soc. Archéologique champenoise, tome 110, 2017, n°4, 262 p.
- Marcigny C., 2019 – L’âge du Bronze en Normandie (2300-800 avant notre ère). Paysans et métallurgistes. coll. Archéologies normandes, Orep éditions, 124 p.
- Flotté D. et Marcigny C. Dir., 2019 – Le diagnostic comme outil de recherche : actes du 2e séminaire scientifique et technique de l’Inrap, 28 et 29 septembre 2017, Caen. Publié le 18 juin 2019. <https://sstinrap.hypotheses.org/1742>.
- Aubin G., Le Roux C.T. et Marcigny C., 2018 – Sur le terrain avec les archéologues, 30 ans de découvertes dans l’Ouest de la France, éd. Presses Universitaires de Rennes, 297 p.
- Carozza L., Marcigny C. et Talon M., 2017– L’habitat et l’occupation des sols à l’âge du Bronze et au début du premier âge du Fer, Recherches Archéologiques, 12, Inrap/CNRS Éditions, Paris, 2017, 374 p.
- Cyril Marcigny, sous la direction de Jean Guilaine, 2016, Peuplement et échanges culturels sur les rivages de la Manche à l'âge du Bronze : l'exemple normand, Mémoire ou thèse (version d'origine), 3 vol. (203, 157, 8 f.) : ill., cartes, plans, 30 cm + 1 cd-rom. Notice : catalogue SUDOC : présentation en ligne
- Carpentier V. et Marcigny C., 2014 – Archéologie du Débarquement et de la Bataille de Normandie, Coll. Histoire, Ouest France éd., 144 p.
- Marcigny C. et Bétard D., 2012 – La France racontée par les archéologues, éd. Gallimard/Inrap, Paris, 224 p.
- Ghesquière E. et Marcigny C., 2012 – Le Néolithique en Normandie (5300-2300 avant notre ère). Les premiers paysans normands. coll. Archéologies normandes, Orep éditions, 48 p.
- Carpentier V., Ghesquière E. et Marcigny C., 2012 – Grains de Sel. Itinéraire dans les salines du littoral bas-normand de la Préhistoire au XIXe siècle, Orep éditions, 224 p.
- Carpentier V. et Marcigny C. (dir.), 2012 – Des Hommes aux Champs I. Pour une archéologie des espaces ruraux du Néolithique au Moyen Âge, Actes de la table ronde de Caen (octobre 2008), Presses Universitaires de Rennes, 459 p.
- Ghesquière E. et Marcigny C., 2011 – Cairon. Vivre et mourir au Néolithique. Le Pierre Tourneresse en Calvados, Presses Universitaires de Rennes, 199 p.
- Marcigny C. (dir.), 2010 – La Hague dans tous ses états, Archéologie / Histoire / Anthropologie, Orep éditions, 160 p.
- Marcigny C., Ghesquière E. et Desloges J., 2007, La Hache et la Meule, les premiers paysans du Néolithique en Normandie (6000-2000 av. J.-C.), éd. du Muséum du Havre, Le Havre, 2007, 191 p.
- Carpentier V., Ghesquière E., et Marcigny C., 2007 – Archéologie en Normandie, éditions Ouest France, Edilarge, 128 p. (coordination scientifique de l’ouvrage)
- Carozza L. et Marcigny C., 2007 – L’âge du bronze en France, coll. Archéologies de la France, éd. La découverte, Paris, 156 p.
- Marcigny C. (dir.) avec Ghesquière E. et Juhel L., 2006 – Les collections protohistoriques du Muséum Emmanuel Liais, éd. Ville de Cherbourg-Octeville, collection Unica, 75 p.
- Brun P., Marcigny C. et Vanmoerkerke J. (dir.), 2006 – Une archéologie des réseaux locaux. Quelles surfaces étudier pour quelle représentativité ? Actes de la table ronde des 14 et 15 juin 2006 à Châlons-en-Champagne, Les Nouvelles de l’Archéologie, no 104/105, 96 p.
- Carpentier V., Ghesquière E., et Marcigny C., 2006 – Grains de sel, Sel et salines de Normandie (préhistoire-XIXe siècle), Entre Archéologie et histoire, n° spécial des Dossiers du Centre de recherches et d’Archéologie d’Alet, 182 p.
- Chancerel A., Marcigny C. et Ghesquière E., 2006 – Le plateau de Mondeville (Calvados), du Néolithique à l’âge du bronze, Documents d’Archéologie Française (DAF), no 99, 207 p.
- Marcigny C. (dir.), 2005 - Archéologie, histoire et anthropologie de la presqu’île de la Hague (Manche). Première année de recherche 2005, Le Tourp, Imprimerie Artistiques Lecaux, Tourlaville, 129 p.
- Marcigny C., Colonna C., Ghesquière E. et Verron G. (dir.), 2005 - La Normandie à l’aube de l’histoire, les découvertes archéologiques de l’âge du bronze 2300-800 av. J.-C., Somogy éditions d’art, Paris, 2005, 152 p.
- Marcigny C. et Ghesquière E., 2003 – L’île Tatihou à l’âge du bronze (Manche), Habitats et occupation du sol, Documents d’Archéologie Française (DAF), no 96, 192 p.
- Carpentier V., Ghesquière E. et Marcigny C., 2002 – Graffitis « marins » des églises du Val de Saire (Manche), publication du Musée Maritime de l’île Tatihou, Conseil Général de la Manche, Saint-Vaast-la-Hougue, 164 p.
- Ghesquière E., Lefèvre P., Marcigny C. et Souffi B., 2000 – Le Mésolithique moyen du Nord Cotentin, Basse-Normandie, France, International Series, British Archaeological Reports (BAR), Oxford, no 856, 292 p.
- Cliquet D., Fichet de Clairfontaine F. et Marcigny C. (dir.), 2000 – 5000 ans d’histoire aux portes de Saint-Lô, Archéologie préventive et aménagement du territoire, catalogue de l’exposition de Saint-Lô (Manche), Archives départementales de la Manche, Conseil général de la Manche, Saint-Lô, 64 p.

### Articles et contributions
- Nicolas C., Pailler Y.et Marcigny C., 2024 - Les « princes de la Manche » : des États royaux dans l’Europe de l’âge du Bronze ? Tracés. Revue de Sciences humaines, 45-1, p. 45-67.
- Marcigny C., Dujardin L., Grussenmeyer P., Guillemin S., Burens A., Mazet S., Carozza L. et Vipard L., 2024 - Les archéologues peuvent-ils produire de nouvelles sources pour les historiens des conflits récents ? L’exemple de la carrière-refuge de la brasserie Saingt à Fleury-sur-Orne (Calvados), in. Billard C., Carpentier V., Jacquemont S., Landolt M., Legendre J.P. et * Marcigny C., 2024 – Archéologie des conflits contemporains, Méthodes, apports et enjeux d’une archéologie en construction, Actes des Colloques de Verdun à Caen (2018-2019), RAO, supplément 13, Publication des Presses universitaires de Rennes, Rennes, 2024, p. 407-430.
- Marcigny C., 2022 – Climat et sociétés à l’âge du Bronze en Europe occidentale, in Djindjian F. dir., Les sociétés humaines face aux changements climatiques, volume 2 – La Protohistoire, des débuts de l’Holocène au début des temps historiques, Archaeopress éd., p. 320-347.
- Marcigny C. et Peake R., 2021 - My Home Is My Castle ! Field Systems and Farms: Rhythm and Land Appropriation During the Bronze Age in North-West France (2300–800 BCE), in. S. Arnoldussen, R. Johnston et M. Lovscal, Europe’s early fieldscapes, Archaeologies of Prehistoric land allotment, éd. Springer, p. 131-141.
- Marcigny C., 2018 – Sociétés européennes de l’âge du Bronze et du début de l’âge du Fer, in. J.P. Demoule, D. Garcia et A. Schnapp (dir.), Une histoire des civilisations, Comment l’archéologie bouleverse nos connaissances, éd. La Découverte, p. 243-248.
- Marcigny C., 2018 – Des armes aux guerriers. La violence dans les sociétés de l’âge du Bronze, in. Archéologie dans l’Aube. Des premiers paysans au prince de Lavau 5300 à 450 avant notre ère, éd. Snoeck, Gand, p. 200- 207.
- Marcigny C., 2012 - Lieux funéraires, paysages et territoires de l’âge du Bronze dans l’Ouest de la France : exemples normands, in. D. Bérenger, J. Bourgeois et M. Talon éd., Gräberlandschaften der Bronzezei / Paysages funéraires de l’Âge du Bronze, Actes du Colloque Internationale (Herne, Allemagne, 2008), édition APRAB et du LWL-Archäologie für Westfalen de Westphalie (Allemagne), Bodenaltertümer Westfalens, 51, p. 580-601.
- Carozza L., Marcigny C. et Talon M., 2009 - Ordres et désordres de l’économie des sociétés durant l’Âge du bronze en France, Ordnung und Unordnung in der Wirtschaft der bronzezeitlichen Gesellschaften in Frankreich, In. M. Bartelheim & H. Stäuble (ed.), Die wirtschaftlichen grundlagen der Bronzezeit europas, The economic foundations of the European Bronze age, Forschungen zur Archäometrie und Altertumswissenschaft, band 4, p. 23-65.
- Carozza L. et Marcigny C., 2007 – Les travaux et les jours : la lente transformation des sociétés paysannes de l’âge du Bronze en France métropolitaine, in. L’Archéologie préventive dans le Monde, Apports de l’archéologie préventive à la connaissance du passé, J.P. Demoule (dir.), éd. La Découverte, coll. Recherche, p. 42-56.